# Goyazite
La goyazite è un minerale, un fosfato di alluminio e stronzio, descritto per prima volta nel 1884 in base ad un ritrovamento avvenuto tra le sabbie diamantifere di Minas Gerais in Brasile. Il nome è stato attribuito in riferimento allo stato di Goiás (all'epoca Goyaz) dove si trovano i principali giacimenti di diamanti.
La lusungite era considerata una specie a sé stante, ma ulteriori analisi hanno determinato che si tratta in realtà di goyazite pertanto l'IMA nel 1995 ha tolto lo status di minerale alla specie.

## Morfologia
La goyazite è stata scoperta sotto forma di piccoli grani arrotondati di 1–5 mm di diametro. Si trova anche in forma di cristalli romboedrici fino a 2 cm.

## Origine e giacitura
La goyazite è stata trovata nella pegmatite nelle cavità aperte e frutto di genesi idrotermale associata a siderite, childrenite-eosphorite, beraunite, crandallite-deltaite, whitlockite, brasilianite, apatite, quarzo e palermoite.